# جهلم کانتونمنت
جهلم کانتونمنت (به انگلیسی: Jhelum Cantonment) یک منطقهٔ مسکونی در پاکستان است که در ناحیه جهلم واقع شده‌است.